# Bahnhof Neumarkt-Tramin

Der Bahnhof Neumarkt-Tramin (italienisch Stazione di Egna-Termeno) befindet sich an der Brennerbahn im Süden Südtirols.

## Lage
Der Bahnhof Neumarkt-Tramin befindet sich auf 217 m Höhe im Talboden des Unterlands. Administrativ liegt er auf dem Gemeindegebiet von Tramin, doch ist er dem Ortszentrum von Neumarkt deutlich näher, mit dem er mittels Brennerautobahn und Etsch überspannenden Brücken verbunden ist. Das Bahnhofsgelände ist unmittelbar an ein Gewerbegebiet angeschlossen.

## Geschichte
Der Bahnhof Neumarkt-Tramin gehört zu den gleichzeitig mit der Streckeneröffnung der Brennerbahn von Verona durch das Etschtal nach Bozen 1859 in Betrieb genommenen Bahnhöfen. Er war von Anfang an für die lokale Wirtschaft sehr bedeutend, da hier landwirtschaftliche Erzeugnisse aus dem Unterland und Holz aus dem Fleimstal verladen wurden.
1965 wurde das Aufnahmsgebäude durch einen Vorbau ergänzt. 2001 erfolgten eine umfassende Renovierung, die Errichtung von Überdachungen an den Gleisen sowie von P+R-Haltestellen.

## Baulichkeiten
Stilistisch ist das von Ernst Hranatsch ausgeführte Aufnahmsgebäude an den italienischen Villenstil angelehnt. Das zweigeschoßige, symmetrisch gegliederte Gebäude hat ein flaches Walmdach, eine fein profilierte Putzfassade und im Erdgeschoß eine Rustikastruktur. Ungewöhnlich für die ansonsten entlang der Brennerbahn erbauten Bahnhöfe ist das zusätzlich zum üblichen hölzernen (und 2001 abgerissenen) Magazin errichtete Lagergebäude aus massivem Mauerwerk.

## Funktion
Der Bahnhof Neumarkt-Tramin wird durch Regionalzüge der Trenitalia sowie der SAD bedient.